# Neoechinorhynchidae
Famille
Les Neoechinorhynchidae sont une famille de vers parasites de l'embranchement des Acanthocéphales (vers à tête épineuse). Les Acanthocéphales sont de petits animaux vermiformes parasites de vertébrés dont la taille varie entre 1 mm et 70 cm. Ils sont caractérisés par un proboscis rétractable portant des épines courbées en arrière qui leur permet de s'accrocher à la paroi intestinale de leurs hôtes.

## Liste des sous-familles
Selon World Register of Marine Species (20 juillet 2020) :
- sous-famille Atactorhynchinae Petrochenko, 1956
- sous-famille Eocollinae Petrochenko, 1956
- sous-famille Gracilisentinae Petrochenko, 1956
- sous-famille Neoechinorhynchinae Ward, 1917